# Mycetophila paratehuechesi
Mycetophila paratehuechesi är en tvåvingeart som beskrevs av Duret 1991. Mycetophila paratehuechesi ingår i släktet Mycetophila och familjen svampmyggor. Inga underarter finns listade i Catalogue of Life.